# Syzygium orthoneurum
Syzygium orthoneurum är en myrtenväxtart som beskrevs av Friedrich Ludwig Diels. Syzygium orthoneurum ingår i släktet Syzygium och familjen myrtenväxter. Inga underarter finns listade i Catalogue of Life.